# Friss Hírek
Friss Hírek – politikai napilap Kolozsvárt. Három évfolyamának 38 száma jelent meg (1931. szeptember 6. – 1933. február 16.).

## Szerkesztőség, kiadáspolitika
Főszerkesztő Botos János, felelős szerkesztő Mátrai János, majd Ványolós István. Elsősorban információs hírlap volt, de Szombati-Szabó István verse, Ifjabb Kubán Endre, Gerő Sándor, Rajnay Tibor és Ványolós István értékes publicisztikája mellett közölt olyan könnyű fajsúlyú ponyva- és krimianyagot is, mint amilyen Szabó Imre A piros belépő, Feley Bertalan Bizarr bosszú, Zomora S. János A tízezer dolláros asszony c. regénye vagy Braun Stoker hírhedt Drakula-históriája Eördögffy c. alatt. 
A lap kezdetben az OMP jobbszárnyán Sulyok István vezetésével felvonuló "harmincévesek" álradikális mozgalmát támogatta, de 1932 őszétől helyet adott az illegális kommunistákkal szimpatizáló írásoknak is. Közölte a munkásköltő Wagner László versét és Sándor Imre vezércikkét a Munkássegély kiállításáról, a világirodalomból Anatole France elbeszélését és Paul Géraldy versét. A lapot 1933 február közepén kommunistabarát cikkei miatt betiltották. Többek közt részletesen beszámolt a kolozsvári vasúti munkások sztrájkjáról és Herczka István fiatal temesvári kommunista újságíró – a későbbi Dimény István író – megkínoztatásáról a szigurancán.